# Hainan Airlines

Destinace Hainan v roce 2015
Čínská lidová republika
Ostatní destinace

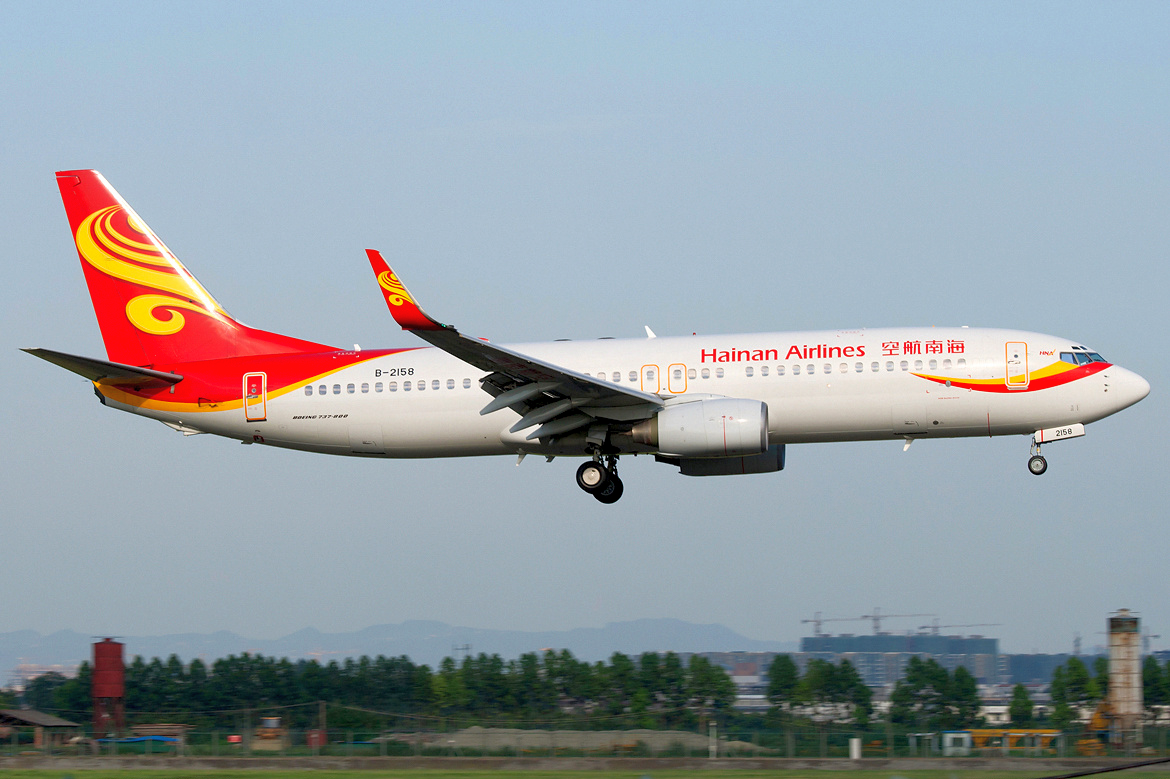
Přistávající Boeing 737-800 Hainan Airlines, 2011

Hainan Airlines (čínsky v českém přepisu Chaj-nan Chang-kchung-kung-s’, pchin-jinem Hǎinán Hángkōnggōngsī, znaky 海南航空公司) je čínská letecká společnost se sídlem ve městě Chaj-kchou (mezinárodní letiště Chaj-kchou Mej-lan), které se nachází v provincii Chaj-nan. Byla založena v roce 1989 pod názvem Hainan Province Airlines, nejdříve provozovala lety se soukromými letadly, později založila svou sesterskou společnost HNA Group, která spravovala několik dalších menších leteckých společností Shanxi Airlines, Chang An Airlines, China Xinhua Airlines. V roce 2003 se stala třetí největší leteckou společností v Čínské lidové republice.

## Linka do Prahy
V mezi roky 2015 až 2020 obsluhovala společnost Hainan Airlines pravidelně spojení Peking – Praha. Na tuto linku nasazovala letouny typu Airbus A330-300. Původní frekvence byly tři lety týdně, od června 2017 byly navýšeny na čtyři týdně. Linka byla zrušena z důvodu zhoršení čínsko-pražských vztahů, potom, co vedení Prahy chtělo z partnerské smlouvy s Pekingem odstranit část o souhlasu s jednotnou Čínou. Poslední let na této lince letěl 28. února 2020.
Spojení Peking - Praha bylo obnoveno 24. června 2024 po čtyřech letech, opět ho zajišťuje typ Airbus A330-300 s frekvencí tří letů týdně.

## Flotila
Hainan Airlines měly v dubnu 2024 následující letadla. Průměrné stáří flotily bylo 9,4 let.
| Letadlo          | Počet | Objednané |
| ---------------- | ----- | --------- |
| Airbus A330-200  | 9     | –         |
| Airbus A330-300  | 20    | –         |
| Boeing 737-800   | 134   | –         |
| Boeing 737 MAX 8 | 14    | 2         |
| Boeing 787-8     | 10    | –         |
| Boeing 787-9     | 28    | –         |
| Comac C919       | –     | 20        |
| Celkem           | 215   | 22        |